# Montagne de Dun
Ne doit pas être confondu avec Dun-sur-Auron.
La montagne de Dun, avec ses 736 mètres, est située dans le Brionnais, sur la commune de Saint-Racho, en Saône-et-Loire, dans le sud de la Bourgogne-Franche-Comté. Elle domine la vallée du Sornin.
Sur son sommet coté 721 mètres se trouvent deux tables d'orientation, l'une sur le versant de La Clayette et l'autre sur celui du Chauffailles, d'où l'on peut découvrir plus de 25 clochers. Toutefois, son point culminant, nommé Dunet, s'élève un peu plus à l'est à 732 mètres d'altitude.

## Toponymie

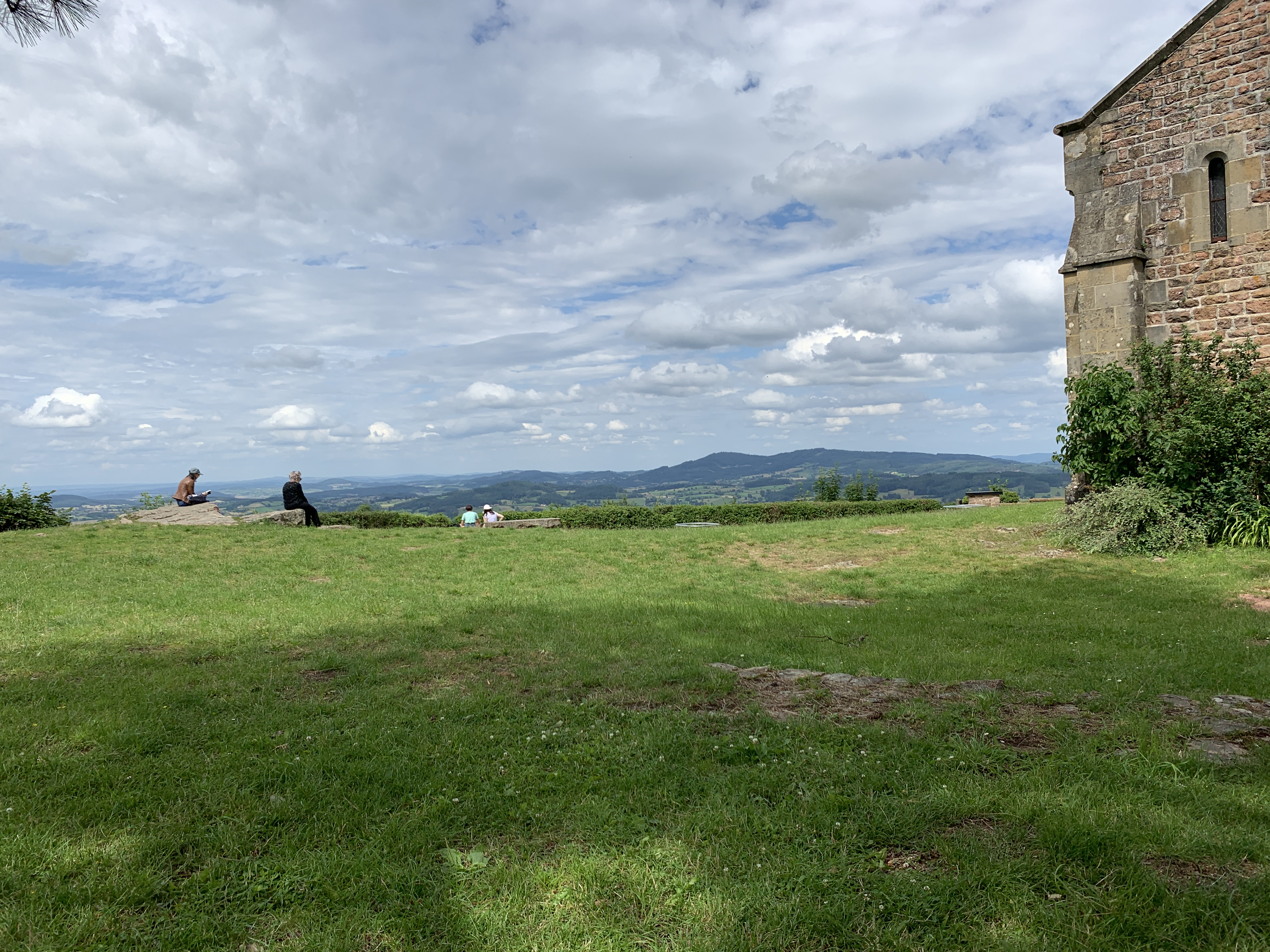
Le sommet vers la chapelle.

Dun est un toponyme ou un élément de toponyme courant dans les régions de peuplement ou d'ancien peuplement celtique. Il signifie à l'origine « citadelle, forteresse, enceinte fortifiée », puis secondairement « colline, mont ». On le trouve en gaulois sous la forme dunon ou plutôt dūnon (avec un U long) au nominatif, le radical étant dūno-, ou latinisé en dunum, dùn ou dún en gaélique et din en gallois et en breton (dans Dinan). On le rencontre également dans les textes relatifs à la mythologie celtique, notamment pour désigner la résidence de dieux ou de héros.
On trouve plusieurs formes pour désigner Dun dans les textes anciens. Le lieu est appelé Dun-le-Roy sur les cartes de Cassini, puis Dun-le-Roi sur les cartes de 1950.
Le lieu est aussi appelé Dunet-Froid.
La montagne de Dun a donné son nom à plusieurs villages (aujourd'hui ce sont souvent des communes) : Anglure-sous-Dun, Chassigny-sous-Dun, Mussy-sous-Dun, La Chapelle-sous-Dun, Varennes-sous-Dun ; Chauffailles s'appelait Saint-André-sous-Dun jusqu'au treizième siècle, période où elle prit le nom de Chauffailles à la suite d'un très gros incendie, survenu en 1254.

## Histoire
Dès le haut Moyen Âge, en raison de l'importance stratégique de la vallée du Sornin, Dun, dont les pentes escarpées sont difficiles à gravir, est un moyen de défense idéal.
Les invasions successives (Arabes vers 730, Normands à la fin du IXe siècle et Hongrois à l'aube du Xe siècle semblent avoir épargné la motte castrale qui se transforme peu à peu en un château fort qui couronne la montagne, apparemment inexpugnable. La citadelle était composée d'un donjon entouré de quatre tours carrées de 8 × 10 m de côté et de quatre murs. Deux portes permettaient d'y accéder : la porte de Màcon et la porte Saint-Laurent. À l'intérieur de la première enceinte, on trouvait le donjon, la chapelle Saint-Jean-et-Saint-Firmin, bâtie sur un rocher druidique aujourd'hui disparu, et l'église Saint-Pierre-et-Saint-Paul. On accédait aux différentes enceintes à l'aide d'échelles mobiles (ancêtre du pont-levis).
Jusqu'au XIIe siècle, Dun fut le centre de la vicomté de Mâcon avant de céder sa place à Châteauneuf. Elle fut dirigée par la famille Le Blanc, originaire de Briennon ou de Saint-Bonnet-des-Quarts.
À la suite des multiples plaintes de l'abbé de Cluny, le roi Philippe-Auguste décida de soumettre les féodaux de Bourgogne à son autorité. En 1180, il assiégea la citadelle de Dun. Cette fois-ci, la forteresse tomba. Les murailles furent rasées et seule l'église fut épargnée car « le Roi de France ne détruit pas la maison du Roi des Cieux ».

## Monument
La chapelle romane de Dun a été restaurée entre 1897 et 1899 sur ordre du comte de Rambuteau. Elle fut bénite le 4 juin 1900 par le cardinal Adolphe Perraud, évêque d'Autun, comme le rappelle une plaque commémorative.

## Légendes
Le site de Dun a inspiré de nombreuses légendes, dont les plus célèbres sont celles de la fontaine Saint-Jean et la pierre qui vire. La fontaine Saint-Jean, située près du sommet, est réputée pour ses vertus merveilleuses. Elle guérissait l'épilepsie appelée le « mal Saint-Jean ».
La légende de la pierre qui vire voudrait que ladite pierre tourne lors de la messe de minuit. « La cavité restait un moment béante, découvrant dans les flancs d'une caverne des trésors inouïs d'or, d'argent, de pierreries étincelantes ». La légende raconte qu'une femme vint avec son enfant à Dun, un soir de Noël, pour tenter de s'emparer du trésor. La pierre tournant, elle y déposa son enfant pour dérober une partie des richesses révélées. Son enfant roula et fut emprisonné au sein de la caverne. Un ermite lui conseilla de revenir au Noël suivant pour rendre le trésor dérobé, ce qu'elle fit. Elle récupéra, au passage, son enfant qui n'avait souffert aucunement de ce jeûne d'un an.
Les souterrains de la montagne abriteraient des humains si petits qu'ils « feraient passer les lilliputiens de Gulliver pour des géants ». Ils s'appelleraient « Faillettes » ou petites fées. Ils peupleraient aussi la montagne voisine de Chemineau près de Varennes-sous-Dun.
La montagne servait de lieu de culte druidique. Un rocher haut de deux mètres servait d'autel druidique. Masquant l'église, il fut enlevé.
Au temps de Pierre de Saint-Julien de Balleure (1580), Dun était un lieu de pèlerinage. Les gens gravissaient la montagne le 29 juin pour la Solennité des saints Pierre et Paul et le 9 octobre pour Saint Denis.

## Dans les arts et la culture
Dun-le-Roi sert de théâtre pour représenter le fief d'Arthaud dans le jeu Croisades : Conspiration au royaume d'Orient sorti en 1997.